# Edward Szwed
Edward Karol Szwed (ur. 12 lutego 1904 w Zagórzu, zm. 15 października 1982 w Katowicach) – polski nauczyciel polonista, pedagog i działacz narodowy na Śląsku Opolskim w latach 1932-1937.

## Życiorys
Urodził się 12 lutego 1904 w Zagórzu jako jedno z 13 dzieci Jana (1863-1926, woźny kolejowy w Zagórzu) i Weroniki z domu Krzak. Był bratem m.in. Ludwika (ur. 1892), Stanisława (1894–1984), Władysława (1896-1988), Heleny (ur. 1908), Franciszka (1911-1989).
Szkołę podstawową skończył w Zagórzu. Kształcił się Gimnazjum Męskim im. Królowej Zofii w Sanoku, gdzie w 1922 zdał egzamin dojrzałości (w jego klasie byli m.in. Józef Bogaczewicz, Maria Myćka-Kril, Kazimierz Ochęduszko, Julian Zawadowski). Studiował polonistykę na Wydziale Humanistycznym Uniwersytetu Jana Kazimierza we Lwowie. Studia zakończył dyplomem z polonistyki i dyplomem nauczyciela szkół średnich. Uzyskał tytuł naukowy doktora filozofii.
Pracę nauczycielską rozpoczął 1 września 1927 w Prywatnym Gimnazjum Koedukacyjnym im. Zygmunta Krasińskiego w Dolinie, gdzie uczył przez dwa lata języka polskiego i prowadził wychowanie fizyczne. W 1928/29 odbył jednoroczną służbę wojskową w Szkole Podchorążych Rezerwy Artylerii we Włodzimierzu Wołyńskim. Od 1 września 1930 do 31 sierpnia 1932 uczył w Gimnazjum Komunalnym w Szarleju (dziś dzielnica Piekar Śląskich). Od 1 września 1932 został urlopowany ze szkolnictwa w kraju i włączony do grupy organizatorów Gimnazjum Polskiego w Bytomiu, uruchomionego w tym roku; przystosowywał m.in. program nauki języka polskiego do warunków szkoły polonijnej i zorganizował ogólnokrajową zbiórkę książek do biblioteki szkolnej. Dr Szwed uczył języka polskiego w Gimnazjum i na kursach dla dzieci w trzech miejscowościach ówczesnego powiatu bytomskiego: Mikulczycach, Wieszowej i Bobrku-Karbiu. Corocznie wyjeżdżał do Nadrenii i Westfalii, gdzie wraz z innym nauczycielem egzaminowali kandydatów do Gimnazjum. Jeździł okrężną trasą, przez Budziszyn, Wrocław i Berlin. W Budziszynie spotykał się z działaczami serbołużyckiej Domowiny, we Wrocławiu z polskimi akademikami, a w Berlinie z serbołużyckim politykiem – Janem Skalą. W wyniku tych spotkań dr Szwed sprowadził do polskiego gimnazjum 12 młodych Serbołużyczan i sprawował nad nimi opiekę. Założył i kierował akcją Polskiego Uniwersytetu Ludowego na Śląsku Opolskim (1932–1939). Napisał ok. 100 korespondencji i artykułów informujących m.in. o szykanach niemieckich w stosunku do ludności polskiej w Niemczech. Pisał najczęściej do „Polski Zachodniej” i do „Powstańca Śląskiego”, wydawanych w Katowicach oraz do „Zarania Śląskiego” w Cieszynie. Współpracował też z prasą Związku Polaków w Niemczech, m.in. z „Nowinami Codziennymi” w Opolu i z gazetą „Naród” w Herne. Korespondencje ukazywały się anonimowo, podpisane kryptonimami oraz pseudonimami. Używał następujących pseudonimów: Jan Opolczyk, Jan H., Maciej Zwardoń. Pod pseudonimem Stanisław Grębosz wydał w „Nowinach Codziennych” dwie nadbitki: „Książka polska” i „Początki literatury polskiej”. W styczniu 1937 został zabrany ze szkoły na komendę policji, gdzie funkcjonariusze Gestapo z Berlina i Opola przedstawili mu zarzuty dotyczące jego działalności wśród ludności polskiej. Mógł pracować do końca roku szkolnego, a następnie został usunięty z III Rzeszy jako „uciążliwy obcokrajowiec”.
Po powrocie do kraju otrzymał stanowisko p.o. dyrektora Gimnazjum i Liceum im. Bolesława Chrobrego w Pszczynie. Tam zastał go wybuch wojny. 1 września 1939 zgłosił się do wojska jako ochotnik i w szeregach 5 Lwowskiego pułku artylerii lekkiej walczył do 24 września na froncie pod Lwowem. Poszukiwany przez Gestapo, ukrywał się pod zmienionym nazwiskiem, pracował fizycznie i prowadził tajne nauczanie, najpierw w Grodzisku Mazowieckim, a następnie w Budzowie niedaleko Wadowic. Pod koniec wojny wydał tajnie broszurę pt. „Łużyce”, proponującą szeroką autonomię dla Łużyc w oparciu o Polskę.
Powrócił do Pszczyny 10 lutego 1945 r. i w czasie oglądania zniszczeń gmachu liceum został zatrzymany i aresztowany przez NKWD; po uwolnieniu, zorganizował naukę w zastępczym miejscu. Z własnej inicjatywy i bez pomocy środków państwowych podjął się odbudowy dwóch budynków szkolnych w ramach tzw. czynu społecznego. W 1948 r. wstąpił do Stronnictwa Demokratycznego. W 1951 r. został zwolniony ze stanowiska dyrektora z uzasadnieniem „Nie identyfikuje się z socjalistyczną rzeczywistością i jest klerykalny”. Od następnego roku szkolnego 1951/52 pracował jako polonista w Liceum im. Mikołaja Kopernika w Katowicach, tam też przeszedł na emeryturę w 1972, zaś w zmniejszonym wymiarze godzin działał do późnych lat 70.
Z własnej inicjatywy i z ramienia Kuratorium Oświaty w Katowicach organizował w Teatrze im. Stanisława Wyspiańskiego szkolne przedstawienia teatralne, operowe oraz Estrady Poetyckie.
Zamieszkiwał w Pszczynie w wybudowanym przez siebie domu. Został pochowany na Katolickim Cmentarzu Komunalnym w Pszczynie.